# Maskerwants
De maskerwants, maskerroofwants of vermomde wants (Reduvius personatus) is een wants uit de familie van de roofwantsen (Reduviidae).

## Beschrijving
De maskerwants wordt ongeveer 15 tot 18 millimeter lang en is bruin tot zwart van kleur met meer roodbruine, ronde ogen. Uiterlijk lijkt de wants meer op een vlieg, omdat de dekvleugels, die over de vliegvleugels worden gevouwen, grotendeels uit vliezige, doorzichtige delen bestaan. Tevens is het lichaam sterk afgeplat, breed en langwerpig en heeft de wants sprieterige poten en antennes. Kenmerkend zijn de relatief zeer kleine kop en de behaarde antennes, maar dit laatste kenmerk is zonder loep moeilijk te zien.

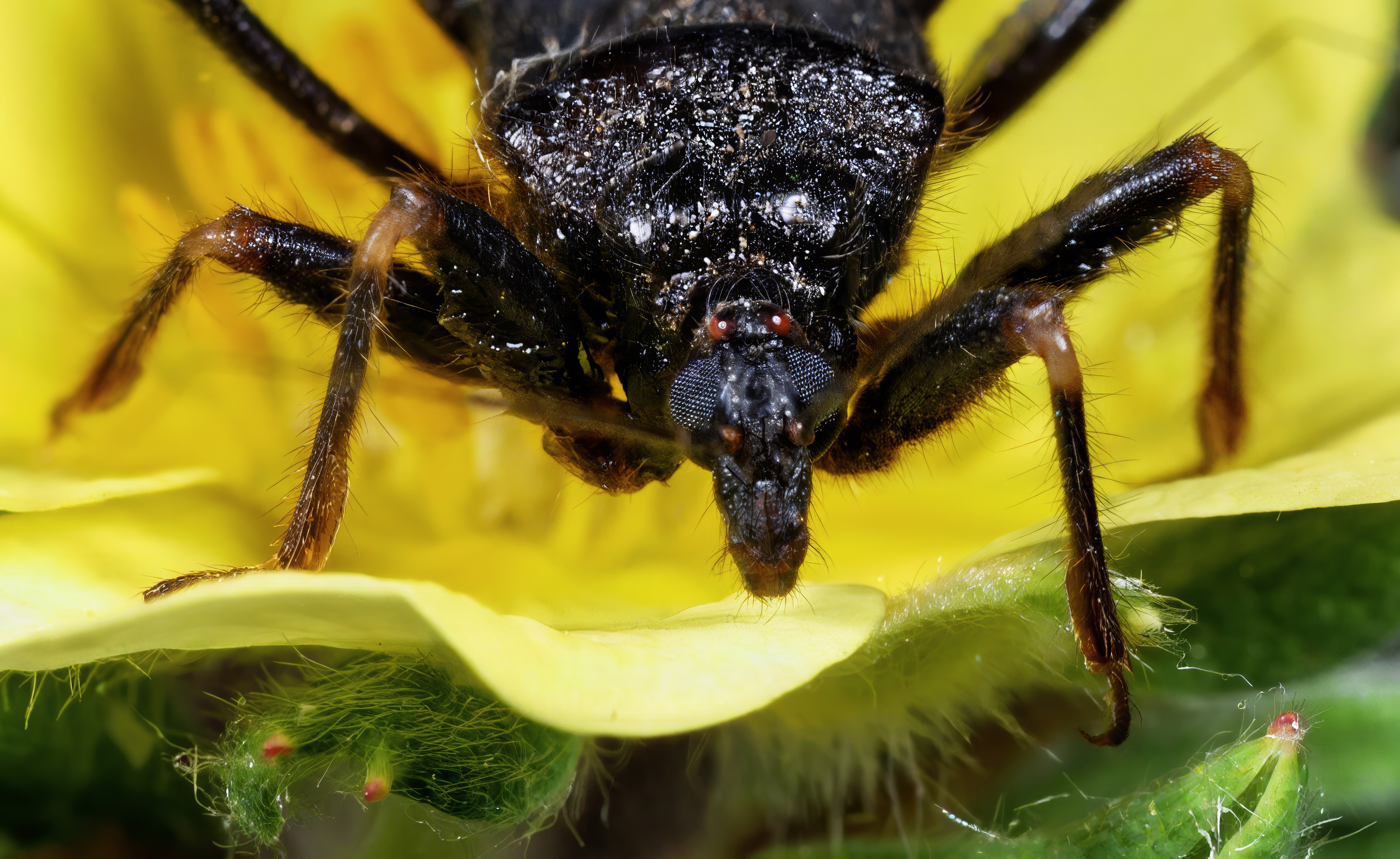
Portret
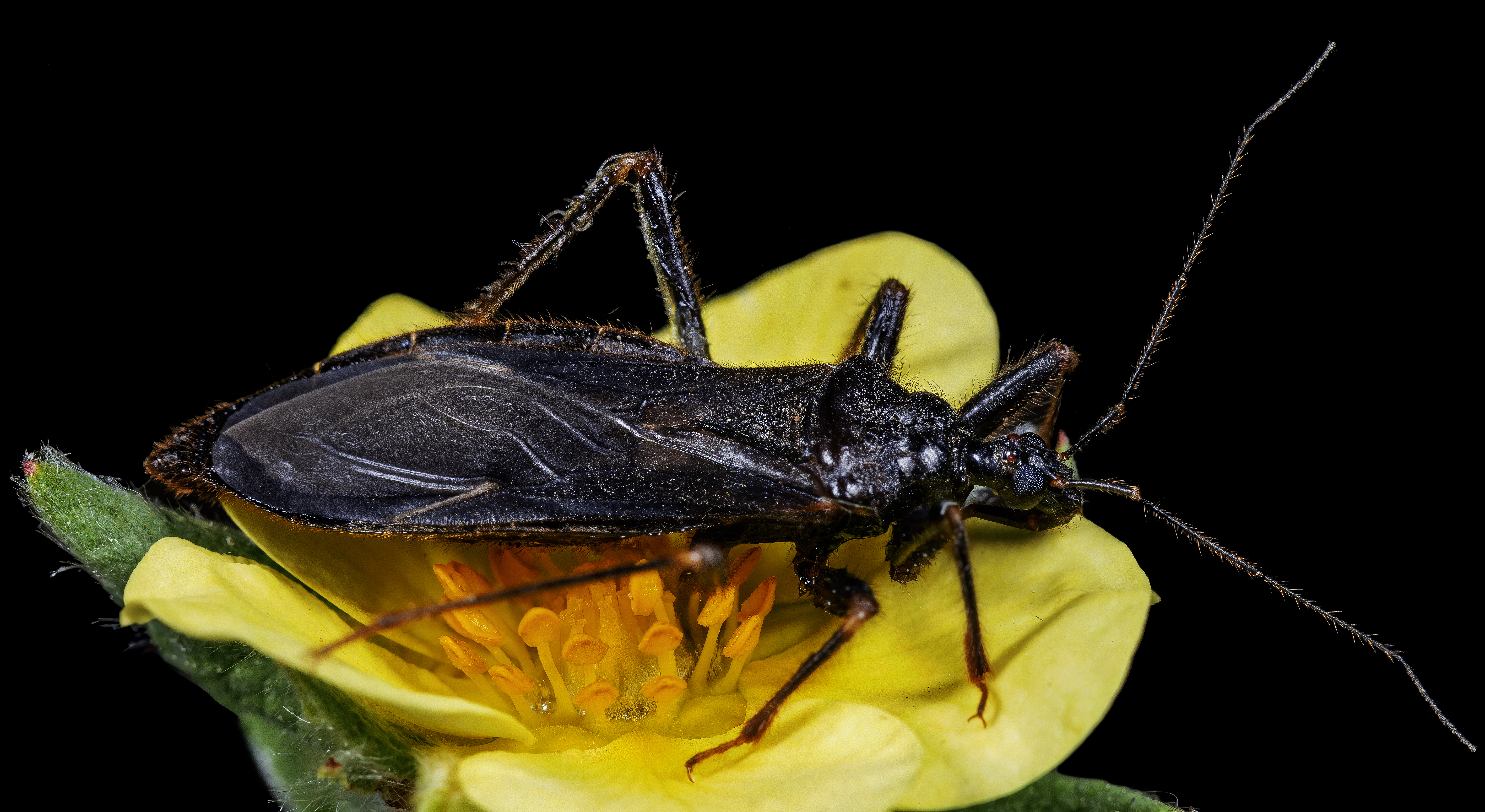
Profielweergave

## Algemeen
De maskerwants is een carnivoor die jaagt op andere insecten, deze vangt met de tangachtige grijppoten en uitzuigt met de lange, gekromde en sikkelvormige steeksnuit. De wants heeft allerlei soorten insecten op het menu staan, waaronder schadelijke insecten als zilvervisjes, vliegen en stofluizen, en kan daarom binnenshuis als nuttig worden beschouwd. Als de maskerwants wordt opgepakt kan het insect echter pijnlijk steken met de lange monddelen. Van andere rovende wantsen als de ruggezwemmer is dit ook bekend. De steek voelt aan als een bijensteek en is net als bij wespen en bijen - die overigens niet steken met de monddelen maar met de angel - zelden gevaarlijk en kan geen ziektes overbrengen. De wants leeft dus niet van menselijk bloed, zoals de beruchte bedwants, die wel een belangrijke prooi is. Sommige andere soorten roofwantsen waartoe de maskerwants behoort, leven wel van bloed en kunnen tevens dodelijke ziektes overbrengen, zoals de ziekte van Chagas.
De wants schuilt overdag om 's nachts te gaan jagen. Ze komt al vliegend op licht af en wordt niet zelden in of rond het huis aangetroffen. De volwassen imago’s zijn te zien van mei tot augustus.

## Voortplanting
De eitjes worden aan het eind van de zomer afgezet en overwinteren om pas in het volgende jaar uit te komen. De nimf, het jeugdstadium van een wants, is na één tot twee jaar volwassen. De nimf heeft een zeer kenmerkend uiterlijk en gaat altijd volledig op in zijn omgeving, ongeacht de kleur en structuur daarvan. Dit komt doordat de nimf vele zeer kleverige haartjes heeft over het hele lichaam, waaraan kleine deeltjes van het bodemsubstraat blijven plakken. Na iedere vervelling wordt het lichaam direct voorzien van nieuwe stofdeeltjes, zodat de nimf zich makkelijk aanpast aan een andere omgeving. De lichaamskleur is net als bij volwassen exemplaren bruin tot zwart; ook de lichaamsvorm is dezelfde, maar de poten lijken veel dikker door het aanklevende materiaal. Binnenshuis levende nimfen zien er hierdoor meestal als een wandelend stofpluisje uit. Ze hebben zoals alle nimfen nog geen vleugels en jagen niet actief op prooien, maar liggen in een hinderlaag en als een geschikte prooi langskomt wordt deze besprongen, gestoken met de monddelen en leeggezogen.